# A Romany Tragedy
A Romany Tragedy è un cortometraggio muto del 1911 diretto da David W. Griffith.

## Trama
Una zingara deve vendicare la morte del fratello morto, ucciso in un duello. Scopre con raccapriccio che l'omicida è Eugene, il suo amante, acerrimo nemico da sempre del fratello. Il padre della ragazza, uno storpio che non può vendicare da sé il figlio, giudicando che il pugnale sia troppo violento per la figlia, le suggerisce di usare il veleno. La donna, in preda a una lotta interiore, scambia le coppe decisa a morire lei per salvare l'amante. La sorella minore, avendo visto lo scambio, cambia di nuovo la posizione delle coppe, riuscendo così a salvare la sorella.

## Produzione
Il film fu prodotto dalla Biograph Company e fu girato a Lookout Mountain (Sierra Madre) in California.

## Distribuzione
Distribuito dalla General Film Company, il film - un cortometraggio in una bobina - uscì nelle sale cinematografiche statunitensi il 29 maggio 1911.